# Sara Pichelli
Sara Pichelli (née en 1983 à Porto Sant'Elpidio) est une dessinatrice italienne de comics, surtout connue pour être la première à avoir illustré la version Miles Morales d’Ultimate Spider-Man. Après avoir commencé sa carrière dans l'animation, Pichelli est entrée dans l'industrie des comics, réalisant une bande dessinée pour le livre Sesso col coltello publié par la maison éditrice italienne Cut-Up et, peu de temps après, elle travaille pour IDW Publishing avant de rejoindre Marvel Comics en 2008, après avoir été découverte dans une recherche de talents de divers horizons. Ayant travaillé sur plusieurs titres publiés par Marvel tels que Namora, Pichelli a été embauchée comme dessinatrice régulière d’Ultimate Comics: Spider-Man vol. 2, lancé en septembre 2011. Sara Pichelli a remporté en 2011 le Prix Eagle de la Meilleure révélation artistique.

## Carrière

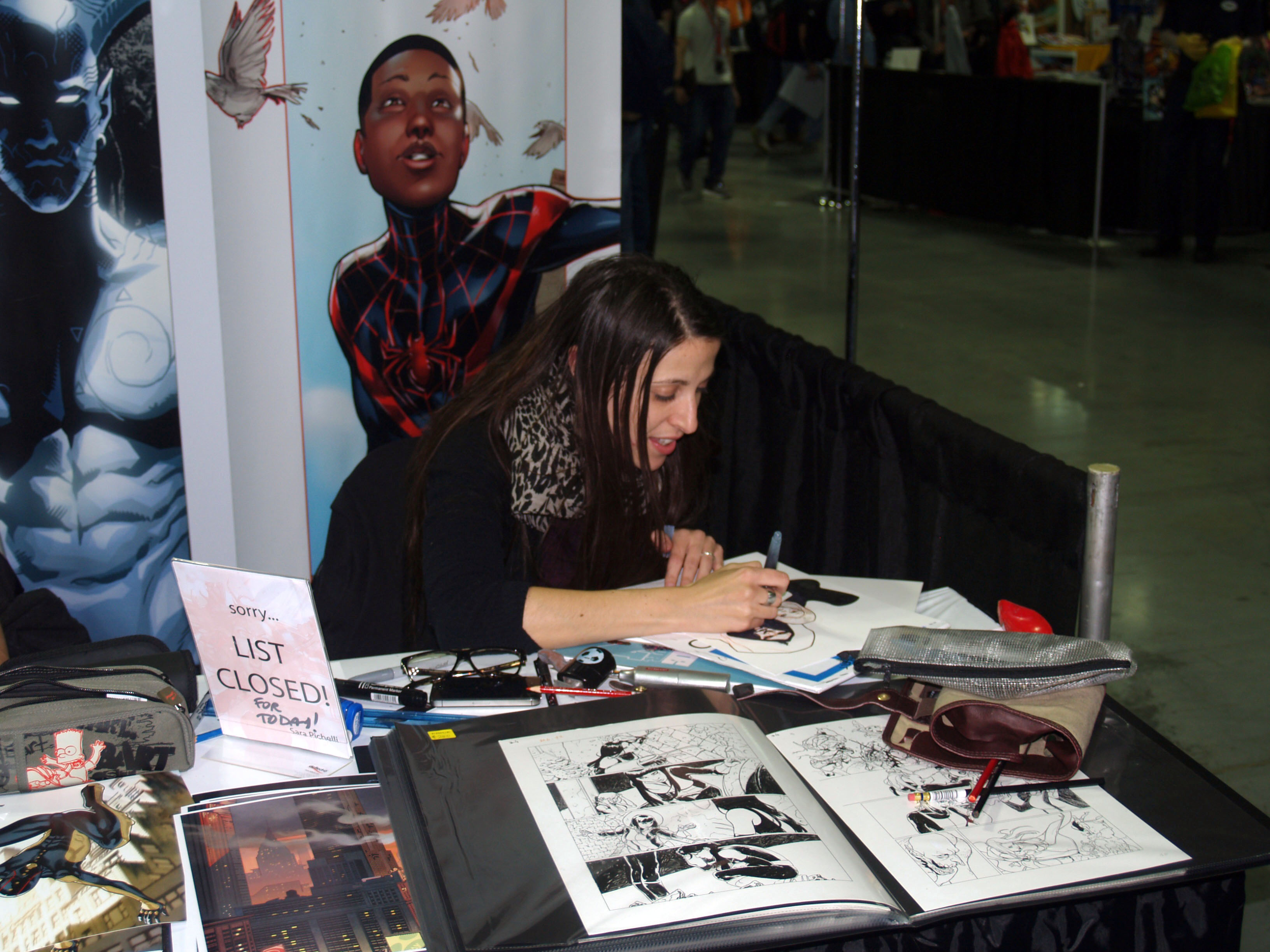
Pichelli dessine à la New York Comic Con

Sara Pichelli a commencé sa carrière dans l'animation, travaillant comme artiste story-board, animatrice et conceptrice de personnage. Elle a dit de ce travail « Ce n'était pas vraiment pour moi. Je me sentais comme un petit rouage dans une machine ». Elle a commencé à travailler dans l'industrie du Comics après avoir rencontré l'artiste David Messina. Avant cela, elle n'était pas particulièrement intéressée par le Comics et préférait les films d'animation et les animes. Elle a travaillé comme assistante de mise en page pour Messina et a travaillé sur des titres tels que la série de Comics Star Trek produite par IDW Publishing, y compris des éditions comme Star Trek : Countdown and Star Trek : Nero. En 2008, elle a présenté son travail à la recherche internationale de talent de Chesterquest et a été nommé comme finaliste par l'éditeur de Marvel, C. B. Cebulski, ce qui l'a conduite à travailler pour Marvel pour qui elle illustre pour depuis sa maison à Rome.
Pichelli a commencé à travailler pour Marvel en 2008 avec la série limitée NYX: No Way Home,, suivie d'un brève passage en 2009 sur Les Fugitifs avec l'écrivain Kathryn Immonen,. Elle a à nouveau travaillé en décembre 2009 avec Immonen sur la série limitée X-Men: Pixie Strikes Back, qui se concentre sur le personnage éponyme des X-Men. Pichelli a fourni des dessins pour une histoire dans la série d'anthologie I Am An Avenger qui a duré de 2010 à 2011, puis a rejoint l'équipe d'Ultimate Comics: Spider-Man à partir de la publication n°15 d'octobre 2010. Après que cette série est pris fin, Pichelli a contribué en 2011 à la série limitée Ultimate Fallout, où elle a illustré la première image du personnage de Miles Morales en Spider-Man dans l'univers Marvel Ultimate,. Pichelli est devenue artiste régulière sur Ultimate Comics: Spider-Man avec Morales comme protagoniste, à partir de septembre 2011.
Elle fait partie de l'équipe de dessinateurs de Spider-Man: New Generation, candidat dans la catégorie  Meilleur film d'animation aux Oscars 2019  

## La technique et les matériaux
Pichelli utilise une tablette graphique Cintiq 12WX. Pour son travail sur Ultimate Spider-Man,  elle a ajouté plus trames à ses illustrations, pour donner ce qu'elle a appelé une « sensation plus “pop” au livre », estimant que c'était plus approprié pour cette série.
En créant l'aspect visuel des personnages, Pichelli s'approche de la conception par une réflexion sur la personnalité du personnage, y compris le passif qui a pu les influencer, et les traits distinctifs que les personnages montrent, tels que les vêtements qu'ils portent, leur langage corporel et leurs expressions. Elle a suivi cette approche lors de la création de Miles Morales.

## Popularité
Pichelli a remporté le Prix Eagle de la Meilleure Artiste Révélée en 2011,  battant ses confrères Rafael Albuquerque, Fiona Staples, Sean Murphy et Bryan Lee O'Malley. Le rédacteur en chef de Marvel, Mark Paniccia, a dit de Pichelli : « Chaque fois que je vois de nouvelles pages de Sara, elle continue de croître en tant qu'artiste. Elle est incroyable maintenant et je ne peux pas imaginer où elle en sera dans un an ». L'éditeur chez Marvel Tom Brevoort l'a appelé « un talent plein de succès » et « un excellent talent prêt à exploser de façon majeure ». David Brothers de ComicsAlliance a salué son sens du détail et a dit qu'il aimait particulièrement la façon dont Pichelli dessine les cheveux, les expressions faciales et le langage du corps : « Les deux premiers ajoutent beaucoup à l'atmosphère de la bande dessinée, elle dessine, et le troisième élève sa narration jusqu'à un autre niveau ». Le rédacteur d'IGN Jesse Schedeen a qualifié l'art de Pichelli dans Ultimate Fallout d’« énergique, cinématographique, et juste assez flamboyant pour offrir un changement de rythme du reste des histoires Ultimate Fallout ».

## Vie privée
Pichelli vit à Rome, en Italie.

## Publications
- All-New X-Men #30 (2014)
- Astonishing X-Men vol. 3, #37 (avec Jason Pearson) (2011)
- I Am An Avenger #4 (avec Mike Mayhew, Colleen Coover et Lucy Knisley) (2011)
- Les Éternels vol. 4, #8 (avec Eric Nguyen) (2009)
- Girl Comics vol. 2, #3 (avec June Brigman, Lea Hernandez, Molly Crabapple, Adriana Melo, Carla Speed McNeil) (2010)
- Gardiens de la Galaxie vol. 3, #4-7, 11-13 (2013-2014)
- Marvel Digital Holiday Special  #2 (avec Nick Dragotta et Sanford Greene) (2009)
- Namora, one-shot (2010)
- Origin of Marvel Comics: X-Men, one-shot (avec d'autres artistes) (2010)
- Les Fugitifs vol. 3, #10-14 (2009)
- Spider-Man #1-En cours (2016)
- Spider-Men #1-5 (mini-série) (2012)
- Ultimate Comics Fallout #4 (avec Salvador Larroca et Clayton Crain) (2011)
- Ultimate Comics All-New Spiderman #1-5, 8, 19-22 (2011-2013)
- Ultimate Comics Spiderman #15 (2010)
- Ultimate Spider-Man #150-154, 200 (2011-2014)
- X-Men: Manifest Destiny #5 (avec Michael Ryan, Ben Oliver) (2009)
- X-Men: Pixie Strikes Back #1-4 (mini-série) (2010)
- Lara en Sesso col coltello, Cut-Up, La Spezia, 2007